# شاهین‌تپه
شاهین‌تپه، روستایی از توابع بخش دشتابی شهرستان بوئین‌زهرا در استان قزوین ایران است. این روستا مرکز دهستان دشتابی غربی است.

## جمعیت
این روستا در دهستان دشتابی شرقی قرار دارد و براساس سرشماری مرکز آمار ایران در سال ۱۳۹۵، جمعیت آن ۲٬۴۴۰ نفر (۷۳۸خانوار) بوده‌است.